# خویشکاری ریدگان
خویشکاری ریدگان کتابی است از زمان ساسانیان که به تحریر پازند در دست است و در آن وظایف کودکان از زمانی که صبح از خواب بر می‌خیزند و به مدرسه (دبیرستان) می‌روند و به خانه باز می‌گردند شرح شده‌ است. ریدک در اینجا به معنی کودک، نوجوان است. اندرزها برخی جنبهٔ دینی دارند، مانند آداب تطهیر بامدادی و آداب دینی سر سفره یا جنبهٔ تربیت عمومی، مانند سپردن چشم و گوش و دل و زبان به تعلیم و تربیت در مدرسه، احترام به رهگذران آشنا در راه مدرسه، اجرای کارهایی که در منزل به کودک سپرده می‌شود، نیازردن پدر و مادر و دیگرانی که در خانه‌اند و خوش رفتاری با آنان و آداب غذا خوردن. متن پازند بر اساس چندین نسخه که همه متأخرند پالایش گردیده و به فارسی نیز ترجمه شده‌ است. 